# AEW Continental Classic
O Continental Classic (C2) é um professional wrestling torneio round-robin anual organizado pela promoção americana All Elite Wrestling (AEW) . O torneio é realizado no final do ano civil, começando após o evento Full Gear pay-per-view (PPV) de novembro e culminando no Worlds End  PPV no final de dezembro. As lutas do torneio são realizadas sob as "Regras Continentais", nas quais as lutas têm limite de tempo de 20 minutos, ninguém é permitido ao lado do ringue e interferências externas são estritamente proibidas. O prêmio do torneio é o AEW Continental Championship; o atual campeão no início de cada torneio é inscrito automaticamente e defende o título durante todo o torneio.

## História
Em 11 de novembro de 2023, a promoção americana professional wrestling All Elite Wrestling (AEW) anunciou um torneio chamado Continental Classic (C2). O presidente da AEW Tony Khan e o lutador da AEW Bryan Danielson anunciaram que o torneio começaria em 22 de novembro de 2023, episódio de Dynamite, com duração de seis semanas durante o AEW's. programas de televisão e conclusão no evento Worlds End pay-per-view (PPV) em dezembro 30; Danielson também foi anunciado como seu primeiro participante. O torneio de 2023 foi vencido pelo então Campeonato Mundial da ROH e NJPW Strong Openweight Champion Eddie Kingston, que derrotou Jon Moxley no final; por ter conquistado três campeonatos, foi declarado pela AEW o primeiro campeão americano da Tríplice Coroa, com o campeonato combinado conhecido como Continental Crown.

## Visão geral
O AEW Continental Classic é um torneio anual que começa após o evento PPV Full Gear da promoção em meados de novembro e termina no Worlds End PPV no final de dezembro. O torneio acontece no formato round-robin, com dois blocos de seis lutadores - intitulados Ligas Azul e Ouro - lutando entre si nos programas de televisão da AEW, Dynamite , Rampage e Collision. O atual Continental Champion se qualifica automaticamente para o torneio, com os outros 11 participantes anunciados pouco antes do início do torneio. As lutas são realizadas sob as "Regras Continentais": cada luta tem um limite de tempo de 20 minutos, nenhum outro lutador é permitido ao lado do ringue e interferência externa é estritamente proibida sob ameaça de penalidades.
Semelhante à maioria das ligas de futebol, os vencedores das lutas obtêm três pontos por vitória e as lutas empatadas dão um ponto para cada participante. Após a fase round-robin, os dois melhores lutadores de cada liga se classificam para uma luta final da liga, com empates quebrados com base no confronto direto. Em 2023, os finalistas de cada liga se enfrentaram; a partir de 2024, o formato foi modificado para que os vencedores da liga enfrentem o vice-campeão da liga adversária. O vencedor de cada luta final da liga se enfrentará pelo AEW Continental Championship no Worlds End.
| Ano | Vencedor | Vencedor                | Vice-campeão | Vice-campeão     | Outros participantes | Outros participantes                                                                                     |
| --- | -------- | ----------------------- | ------------ | ---------------- | -------------------- | --- |
| 2023 | A        | Eddie Kingston (9)      | O            | Jon Moxley (12)  | Azul                 | Bryan Danielson (10), Andrade El Idolo (9), Claudio Castagnoli (7), Brody King (6), Daniel Garcia (3)    |
| 2023 | A        | Eddie Kingston (9)      | O            | Jon Moxley (12)  | Ouro                 | Swerve Strickland (12), Jay White (12), Rush (6), Mark Briscoe (3), Jay Lethal (0)                       |
| 2024 | A        | Kazuchika Okada (c; 10) | O            | Will Ospreay (9) | Azul                 | Kyle Fletcher (12), Mark Briscoe (9), Daniel Garcia (7), Shelton Benjamin (6), The Beast Mortos (0)      |
| 2024 | A        | Kazuchika Okada (c; 10) | O            | Will Ospreay (9) | Ouro                 | Ricochet (10), Claudio Castagnoli (9), Darby Allin (7), Brody King (6), Komander (3), Juice Robinson (0) |
| (c) – o Campeão Continental no início do torneio Os números entre parênteses indicam quantos pontos foram ganhos por cada participante Itálico indica os finalistas perdedores da liga Texto rasurado indica participantes substituídos devido a lesão |          |                         |              |                  |                      | |